# Новый дворец (Мерсбург)
Новый дворец (нем. Neues Schloss Meersburg; иногда ошибочно Новый замок) — барочное здание в городе Мерсбург на Боденском озере в немецкой земле Баден-Вюртемберг. С 1750 года и до упразднения епископства Констанц в 1803 году служил основной резиденцией констанцских князей-епископов. Назван «новым» в противоположность к Старому замку, старой епископской резиденции.

## История строительства
Работы по возведению дворца были начаты в 1710 году при епископе Иоганне Франце Шенк фон Штауфенберге (1658—1740) под руководством архитектора Христиана Гессингера (нем. Chr.Gessinger), причём основной объём строительных работ был завершён уже к 1712 году. Однако в последующие годы здание использовалось исключительно епископской канцелярией.
В правление Дамиана Хуго Филиппа фон Шёнборн-Буххайма (1676—1743), который одновременно занимал епископскую кафедру в Шпайере и при котором был построен дворец в Брухзале, работы в Новом дворце были возобновлены: приглашённый из Брухзаля Иоганн Георг Шталь по планам Бальтазара Ноймана (1687—1753) выстроил внутреннюю парадную лестницу, ведущую на бельэтаж, личные покои епископа. В 1741-43 гг. построена придворная капелла, также по проекту Ноймана; отделкой интерьеров занимались художник из Аугсбурга Готфрид Бернхард Гёц (1708—1774) и знаменитый стуккатор (лепщик декора) Йозеф Антон Фойхтмайер (1696—1770).
В 1759—1762 годах под руководством архитектора Франца Антона Баньято (1731—1810) дворец был перестроен в стиле немецкого рококо: обновлена парадная лестница, расширены окна северного фасада и изменено их художественное оформление. Внутренней отделкой помещений занимались придворный живописец из Майнца Джузеппе Аппиани (1707—1786), работе которого принадлежат «Прославление кардинала Франца Конрада фон Родта» (плафон парадной лестницы), «Почитание божественного Провидения» (зал приёмов), плафон Нового праздничного зала, и стуккатор Карло Лука Поцци (1735—1803).
С южной стороны к Новому дворцу примыкает обширная терраса с садом, с которой открывается вид на Нижний город, гавань и — через озеро — на швейцарскую сторону. На террасу можно попасть как с Дворцовой площади, через дворец, так и со стороны Старого замка, поднявшись по лестнице и проходя сквозь кованые ворота. Причём лестница оформлена в стиле тромплёй; только левая лестница ведёт на террасу. На меньшей по размеру нижней террасе расположен овальный чайный павильон с латинской надписью omnia tempus habent (всему своё время).
С северной стороны дворец ограничен Дворцовой площадью с Гауптвахтой (1763) и бывшими административными зданиями. Фасад, выходящий на площадь, оформлен в стиле рококо, в центре помещены часы с фигурой Хроноса.

## Использование
Князья-епископы использовали Новый дворец лишь в течение 50 лет: в результате медиатизации 1802-03 годов дворец перешёл в собственность баденских маркграфов и позднее — великих герцогов Бадена. В 1806 году во дворце размещались французские войска, в 1838-43 годах — школа для девочек, в 1863 году — навигацкая школа и с 1865 по 1937 годы — интернат для глухонемых. В годы национал-социалистической диктатуры интернат по идеологическим причинам был фактически упразднен, а его воспитанники либо репрессированы, либо насильно стерилизованы и отправлены домой; в Новом дворце в это время размещалась реальная гимназия для мальчиков, переселенная из бывшей семинарии, которую в свою очередь занял имперский финансовый колледж. В 1945-55 годах во дворце вновь были размещены французские войска, после чего он был передан новообразованной земле Баден-Вюртемберг. С 1962 года в Новом дворце открыт музей, находящийся под управлением «Государственных замков и парков Баден-Вюртемберга».